# James Clement Dunn
James Clement Dunn, né le 27 décembre 1890 à Newark dans le New Jersey – 10 avril 1979 à West Palm Beach en  Floride) 
est un diplomate américain et fonctionnaire du département d'État des États-Unis. Il sert comme ambassadeur des États-Unis en Italie, en France, en Espagne et au Brésil. Il a vécu en Italie après sa retraite en 1956.

## Biographie
En 1917, il devient attaché naval adjoint en Haïti. En 1920, il est nommé troisième secrétaire à l'ambassade en Espagne, poste qu'il occupe pendant deux ans. Il est chargé d'affaires à Port-au-Prince, en Haïti, en 1922-24. Après d'autres missions, il est nommé premier secrétaire à l'ambassade américaine à Londres. De 1928-1930 il est la première personne à occuper le poste de chef du protocole des États-Unis. En 1930-1935, il est conseiller à la Commission pour l'étude d'Haïti. Dunn est le principal conseiller politique de la conférence de Berlin en 1945 et représentant lors des réunions américaines du Conseil de ministres des Affaires étrangères à Londres, Paris et New York en 1945-1946.
Quand les représentants de 50 pays se réunissent à San Francisco d'avril à juin 1945 pour former les Nations unies, Dunn « travaille intensément en coulisses pour créer un consensus pro-français » et protéger les intérêts coloniaux de la France dans l'Indochine française. Il a une fois été appelé un « fasciste » par Eleanor Roosevelt pour ses vues sur les questions coloniales.
En 1946, il est membre de la délégation à la conférence de paix de Paris. Il a été gouverneur du Metropolitan Club et membre du Knickerbocker Club, du River Club, du Regency Club et du Whist Club à New York, et de l'Alibi Club à Chevy Chase, dans le Maryland. À sa mort, il laisse son épouse Augusta Armour Mary ; deux filles Marianna Dunn de Manhattan et Cynthia Esterlechner d'Allemagne de l'Ouest; trois petits-enfants et neuf arrière petits-enfants.

## Source de la traduction
- (en) Cet article est partiellement ou en totalité issu de l’article de Wikipédia en anglais intitulé « James Clement Dunn » (voir la liste des auteurs).